# 民粹主義

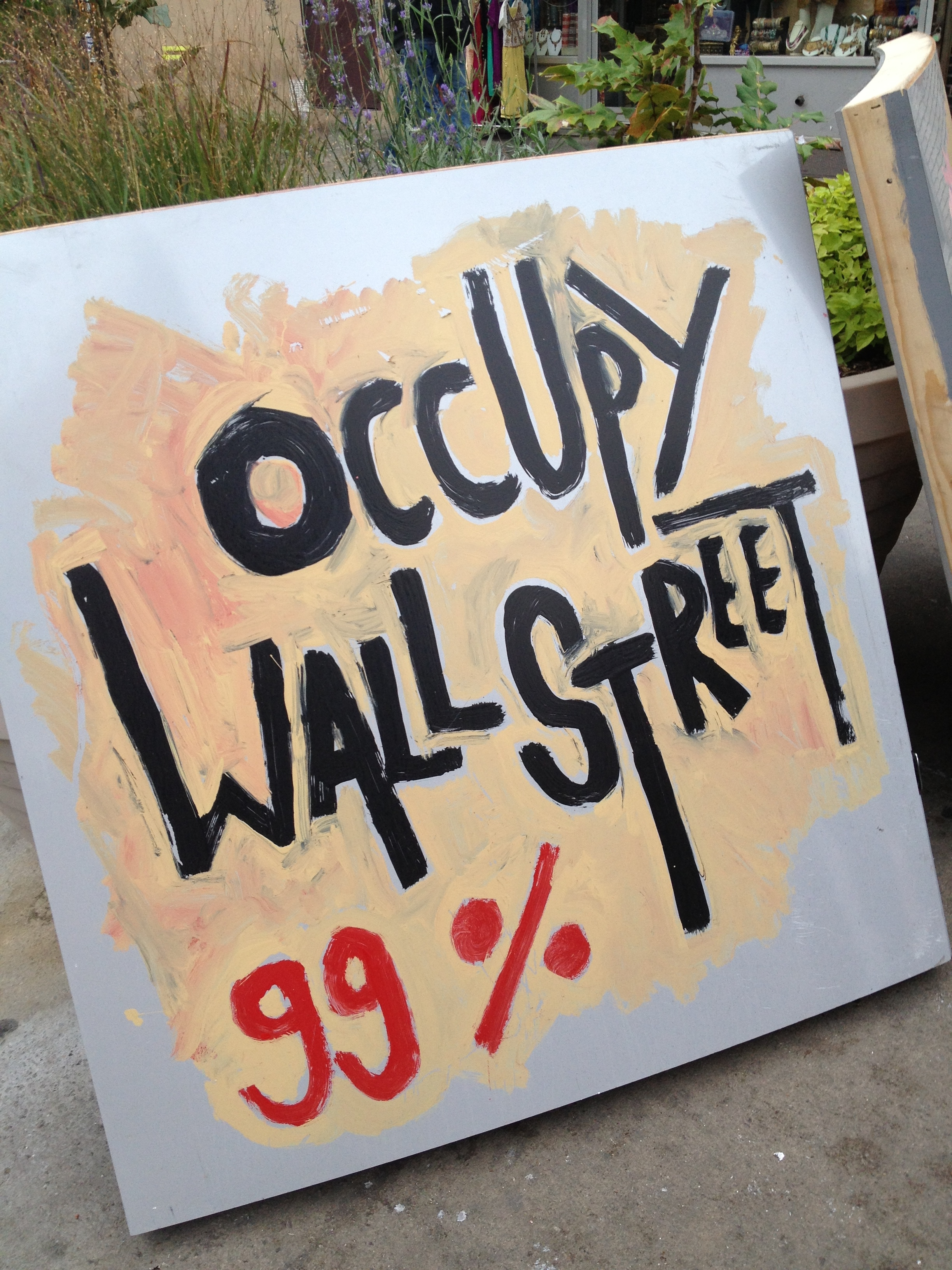
国际占领运动以“ 99％”（人民）反对“ 1％”（精英）的言论，成为左翼民粹主义社会运动的一个例子。

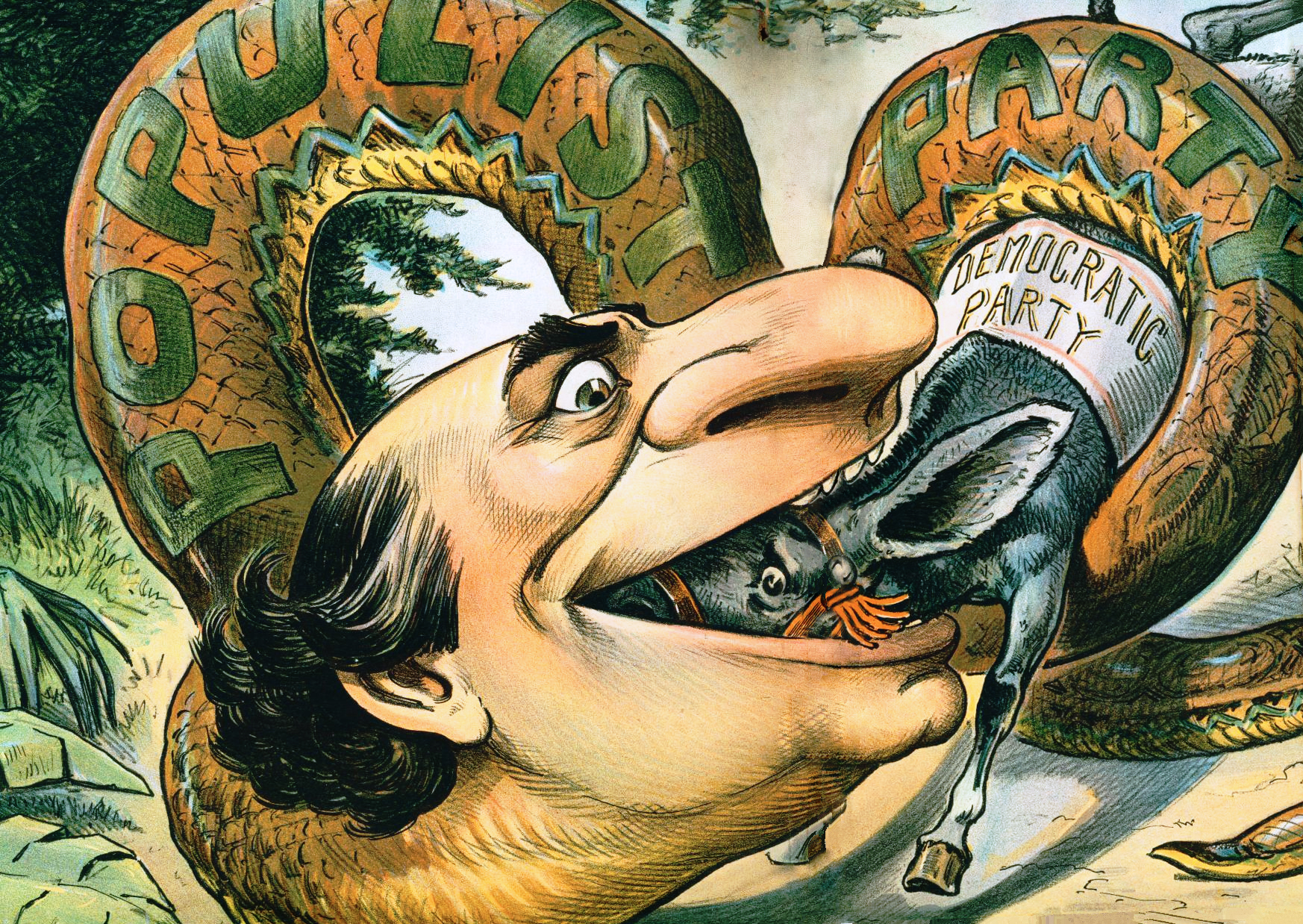
1896年的政治漫畫，象徵民粹主义者威廉·詹宁斯·布赖恩（William Jennings Bryan）的蛇吞噬了象徵美国民主党的驢。

民粹主義（英語：populism），又譯平民主義、大眾主義、人民主義、公民主義，指的是一系列強調“人民”觀念並與“精英”相對立的政治立場，多與反建制和反政治形態掛勾。民粹主義是社會科學語彙中最沒有精確定義的名詞之一，也可以被當成是一種政治哲學或是政治語言。學術界有關民粹主義的討論甚多，但是把它當成一個獨立學術概念來處理的卻很少，主要原因是民粹主義呈現的樣貌過於豐富、難以捉摸。
民粹主義通常是精英主义的反義詞。在古希臘城邦發明民主制度之後，对于應由菁英、貴族还是一般大眾來掌握政治，出現了爭論。支持民粹主義者則訴求直接民主與基层民主，認為政治菁英（當下或未來）只追求自身利益，腐化且不可相信，希望由人民直接決定政治事務。
解读民粹主义的通用框架被称为观念作用方法：这将民粹主义定义为一种呈现“人民”为一股道德善良的力量，并将他们与被描绘为腐败和自私的“精英”相对比的意识形态。民粹主义者对“人民”的定义各不相同，可能基于阶级、种族或民族等线索，并通常将“精英”描绘一个作为同质性实体的政治、经济、文化和媒体机构，同时指责其将自身以至大公司、外国或移民等其他团体的利益置于“人民”的利益之上。民粹主义本身和魅力型权威弱相关，但不具有或失去其个人魅力的民粹主义领导人将难以长期执政，故成功的民粹主义运动都是由魅力型权威领导的。。根据观念作用方法，民粹主义常常与其他意识形态相结合，例如民族主义、自由主义或社会主义；因此，在左右政治光谱及衍生政治光谱的不同位置都可以找到民粹主义者，既有左翼民粹主义，也有右翼民粹主义。
民粹主義不代表一定要採取激烈與暴力的手段，溫和的手段包括諸如演講、靜坐、絕食，而且近代採取溫和手段抗議的成功率也較高。。

## 分类
民粹主义主要可分为左翼民粹主义和右翼民粹主义两类，此外也有同时不属于左翼民粹主义和右翼民粹主义的民粹主义，例如中间主义或第三位置的民粹主义。

### 左翼民粹主义
左翼民粹主义是一套拒絕現有政治共識，結合反自由放任主義與反菁英主義的政治哲學。其言辞往往包括反建制、反对当权派。通常代表底层群众的利益。之所以稱為左翼，是因他們推崇社會平等與相關的政府方案，熱衷於財富再分配和解決社會貧富分化問題，反資本主義和反全球化，主張經濟民主、另類全球化。

## 源流和歷史
民粹主義的字根源自拉丁語：，是人民或群眾的意思，通常被用來與菁英主義、貴族制、共治主義或金權政治相對。在古羅馬，拉丁語：意指擁有公民權的羅馬公民。在羅馬共和時期，有一群被稱為平民派（拉丁語：Populares）的政治人物，包括提比略·格拉古等人，他們推動以羅馬公民舉行的公民大會，來替代由元老院，進行決策。與他們對抗的貴人派，則支持元老院統治的政治人物，強調菁英貴族才擁有統治的能力與智識。貴人派認為，人民缺少知識與統治能力，易受煽動，將權力交給人民，將會帶來暴民政治。

### 俄國
在19世紀，俄國首度出現了民粹主義這個詞即民粹派，特征是拥护民众、蔑视菁英。民粹派知识分子曾发起“走向民间运动”，试图和底层群众共同解决社会问题。不過統治貴族以這個詞來稱呼包括自由派人士、民主派人士、社會主義人士與無政府主義等。在這個脈絡下，這是一個有貶義的稱呼，這些人士通常都會否認這個稱呼。
民主制度逐步確立之後，舊有的貴族消失，新的統治菁英經由代議民主與官僚制度，控制了政府。民粹主義這個詞的意義又開始轉變。統治菁英以這個詞，來稱呼那些訴求直接民主與草根民主的人士。統治菁英認為，人民缺少做出決定的知識，易受感情影響，主張應該交給有能力做出決策的專家來決定政策。人民擁有的權力是選舉權，在決定出政治領袖之後，就不適宜再直接做出政治決定。

### 美洲
阿根廷总统胡安·庇隆的庇隆主义被认为是一场民粹主义运动。

### 中国
表现在平民起义行为和民本思想中。

### 亚洲
约2019年的一项亚洲民主动态调查显示，包括香港、台湾、韩国在内国家或地区的民众都怀有极高的反建制情绪，并极其不满于经济不平等。在此背景下，包括左翼民粹主义、右翼民粹主义和其他形式的民粹主义在内的民粹主义已经拥有了成熟的发展条件。
他信·西那瓦凭借其塑造的“人民”形象于2001年担任泰国总理，2006年遭军方解职。在任期间，其实施了全民医保等有利于穷人的政策，并在下台后仍得泰国穷人欢迎。

## 外部連結
- 趙鼎新. . 领导者. No. 2. 2008  [2014-06-07]. （原始内容存档于2014-07-15）.
- （正體中文）國家圖書館：問題：何謂民粹？-國家圖書館-參考諮詢服務：問題選粹（2003年3月21日）